# Porania hermanni
Porania hermanni is een zeester uit de familie Poraniidae.
De wetenschappelijke naam van de soort werd in 1959 gepubliceerd door Madsen.